# Beuste
Cet article possède un paronyme, voir Beust.
Beuste (en béarnais Beuste ou Béustẹ) est une commune française, située dans le département des Pyrénées-Atlantiques en région Nouvelle-Aquitaine.
Ses habitants sont les Beustois et les Beustoises.

## Géographie

### Localisation
La commune de Beuste se trouve dans le département des Pyrénées-Atlantiques, en région Nouvelle-Aquitaine.
Elle se situe à 16 km par la route de Pau, préfecture du département, et à 13 km de Pontacq, bureau centralisateur du canton des Vallées de l'Ousse et du Lagoin dont dépend la commune depuis 2015 pour les élections départementales.
La commune fait en outre partie du bassin de vie de Pau.
Les communes les plus proches sont : 
Lagos (1,2 km), Bordères (1,8 km), Baudreix (2,6 km), Angaïs (2,8 km), Boeil-Bezing (2,9 km), Bénéjacq (3,3 km), Mirepeix (3,6 km), Lucgarier (3,8 km).
Sur le plan historique et culturel, Beuste fait partie de la province du Béarn, qui fut également un État et qui présente une unité historique et culturelle à laquelle s’oppose une diversité frappante de paysages au relief tourmenté.

### Communes limitrophes
Les communes limitrophes sont  Baudreix, Boeil-Bezing, Gomer, Lagos et Lucgarier.
|          | Boeil-Bezing | Gomer     |
|          | Beuste       | Lucgarier |
| Baudreix | Lagos        |           |

### Paysages et relief

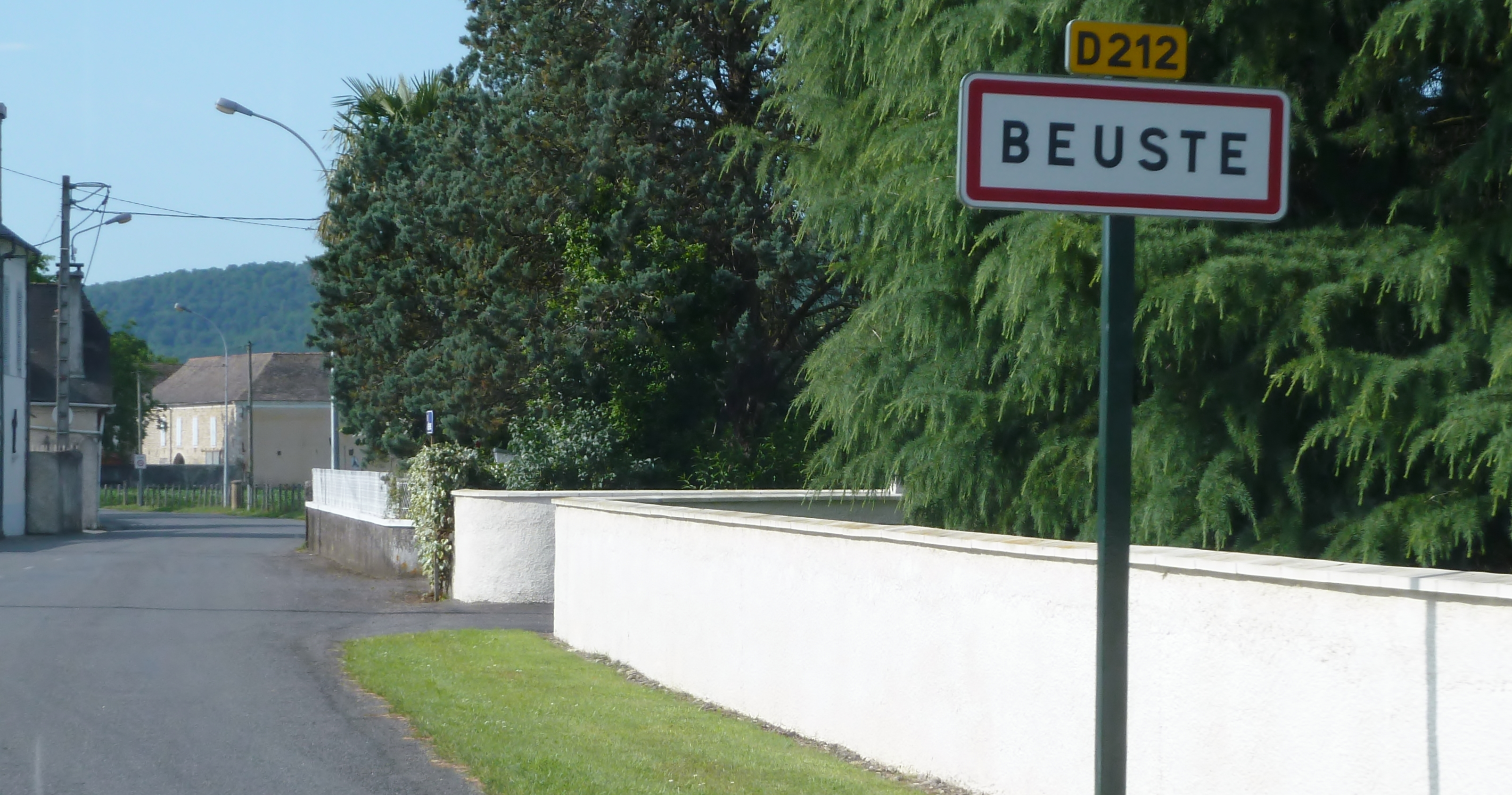
Entrée dans Beuste.
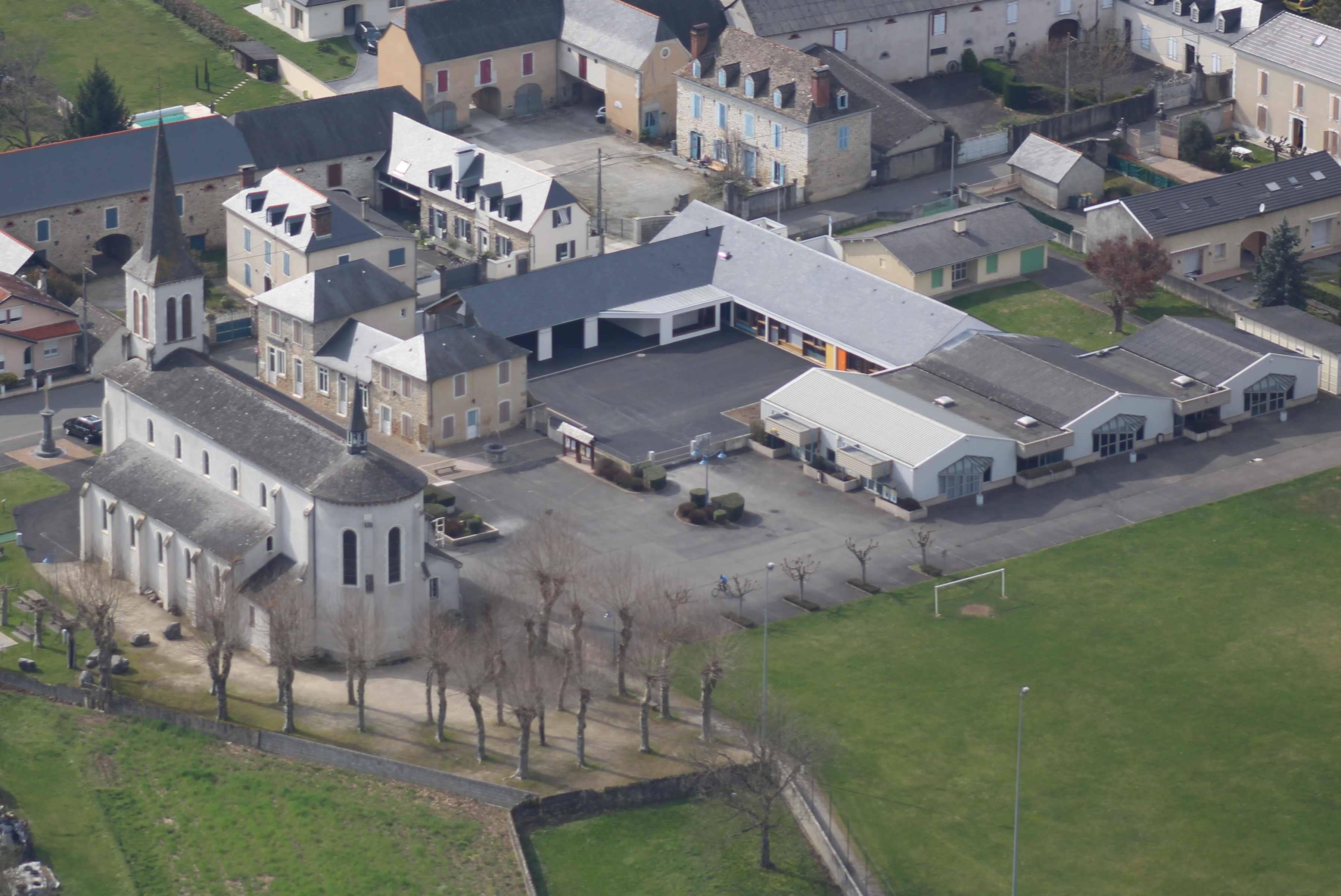
Eglise, Ecole et Mairie de Beuste
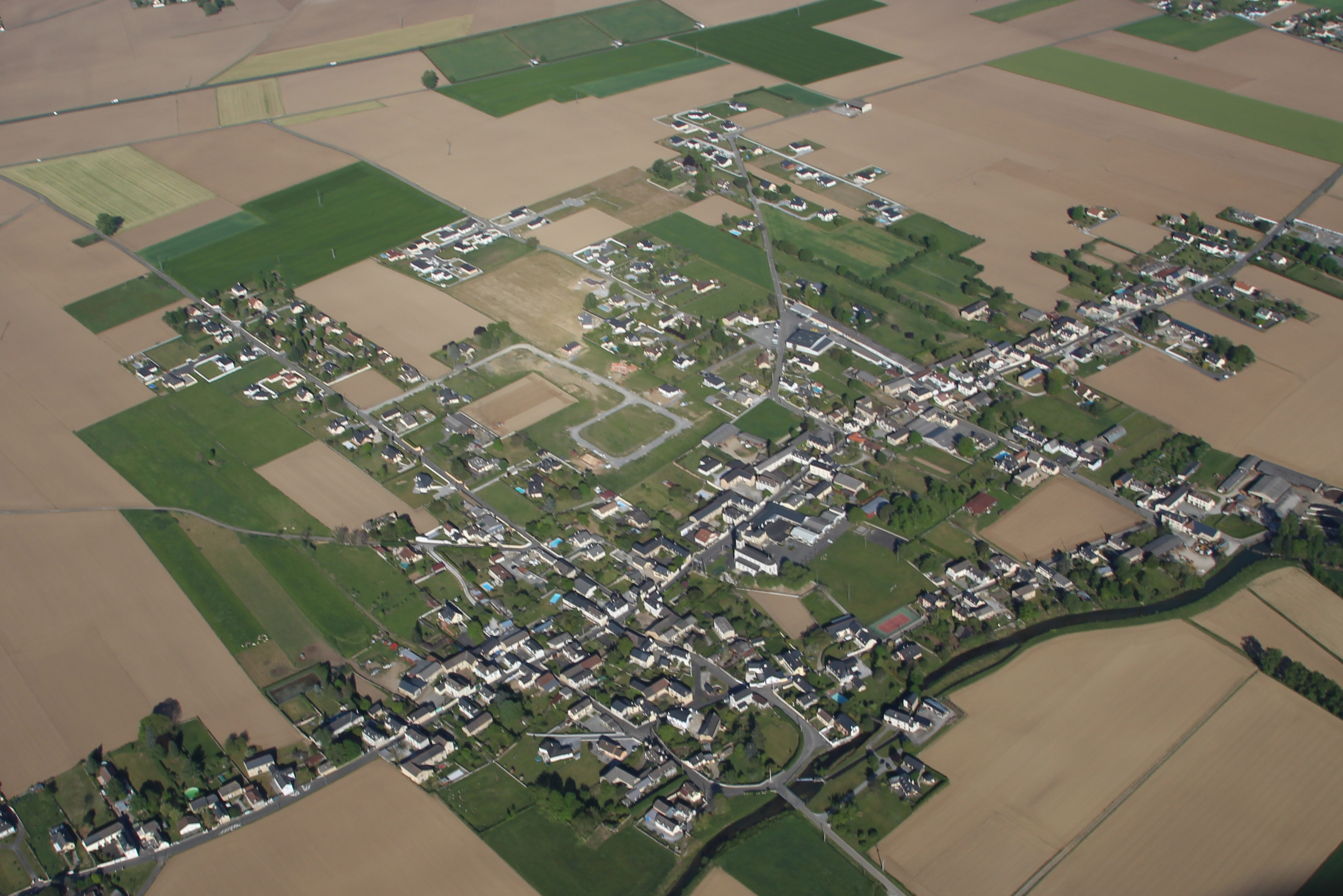
Village de Beuste vu du ciel.

### Hydrographie

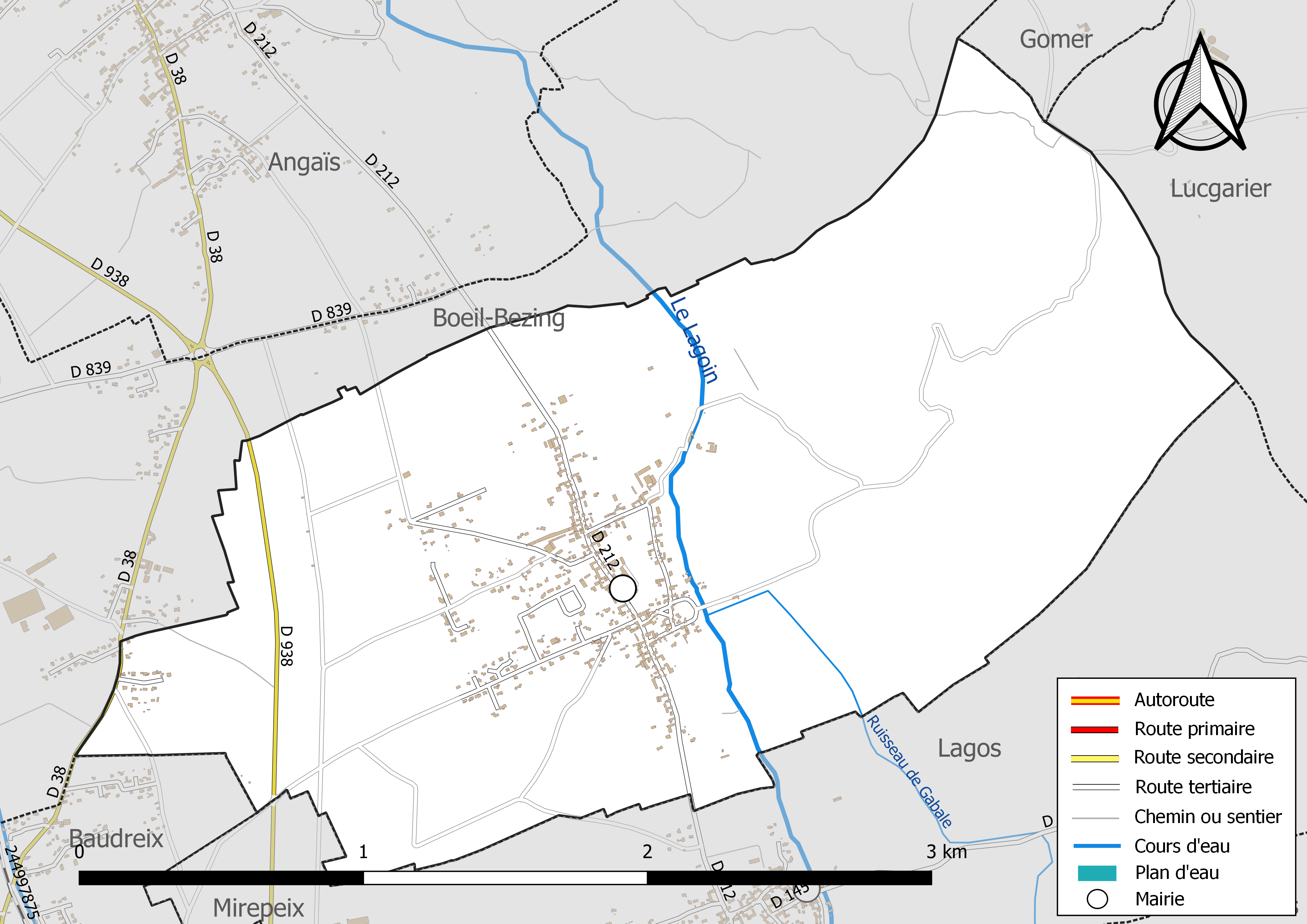
Réseaux hydrographique et routier de Beuste.

La commune est drainée par le Lagoin, le ruisseau de Gabale et par un petit cours d'eau, constituant un réseau hydrographique de 3 km de longueur totale,.
Le Lagoin, d'une longueur totale de 28,7 km, prend sa source dans la commune de Saint-Vincent et s'écoule du sud-est vers le nord-ouest. Il traverse la commune et se jette dans le gave de Pau à Bizanos, après avoir traversé 13 communes.

### Climat
Pour des articles plus généraux, voir Climat de la Nouvelle-Aquitaine et Climat des Pyrénées-Atlantiques.
Historiquement, la commune est exposée à un climat de montagne.  
En 2020, Météo-France publie une typologie des climats de la France métropolitaine dans laquelle la commune est toujours exposée à un climat de montagne et est dans la région climatique Pyrénées atlantiques, caractérisée par une pluviométrie élevée (>1 200 mm/an) en toutes saisons, des hivers très doux (7,5 °C en plaine) et des vents faibles.
Pour la période 1971-2000, la température annuelle moyenne est de 13 °C, avec une amplitude thermique annuelle de 13,9 °C. Le cumul annuel moyen de précipitations est de 1 255 mm, avec 11,3 jours de précipitations en janvier et 8,9 jours en juillet. Pour la période 1991-2020, la température moyenne annuelle observée sur la station météorologique la plus proche, située sur la commune de Bénéjacq à 3 km à vol d'oiseau, est de 13,4 °C et le cumul annuel moyen de précipitations est de 1 244,1 mm,. Pour l'avenir, les paramètres climatiques de la commune estimés pour 2050 selon différents scénarios d’émission de gaz à effet de serre sont consultables sur un site dédié publié par Météo-France en novembre 2022.

### Milieux naturels et biodiversité

#### Réseau Natura 2000
Le réseau Natura 2000 est un réseau écologique européen de sites naturels d'intérêt écologique élaboré à partir des Directives « Habitats » et « Oiseaux », constitué de zones spéciales de conservation (ZSC) et de zones de protection spéciale (ZPS).
Un site Natura 2000 a été défini sur la commune au titre de la « directive Habitats » : le « gave de Pau », d'une superficie de 8 194 ha, un vaste réseau hydrographique avec un système de saligues encore vivace,.

#### Zones naturelles d'intérêt écologique, faunistique et floristique
L’inventaire des zones naturelles d'intérêt écologique, faunistique et floristique (ZNIEFF) a pour objectif de réaliser une couverture des zones les plus intéressantes sur le plan écologique, essentiellement dans la perspective d’améliorer la connaissance du patrimoine naturel national et de fournir aux différents décideurs un outil d’aide à la prise en compte de l’environnement dans l’aménagement du territoire.
Une ZNIEFF de type 2 est recensée sur la commune, : 
les « bois de Benejacq, bordères, Boeil et bordes » (2 158 ha), couvrant 13 communes du département.

## Urbanisme

### Typologie
Au 1er janvier 2024, Beuste est catégorisée commune rurale à habitat dispersé, selon la nouvelle grille communale de densité à sept niveaux définie par l'Insee en 2022.
Elle est située hors unité urbaine. Par ailleurs la commune fait partie de l'aire d'attraction de Pau, dont elle est une commune de la couronne,. Cette aire, qui regroupe 227 communes, est catégorisée dans les aires de 200 000 à moins de 700 000 habitants,.

### Occupation des sols

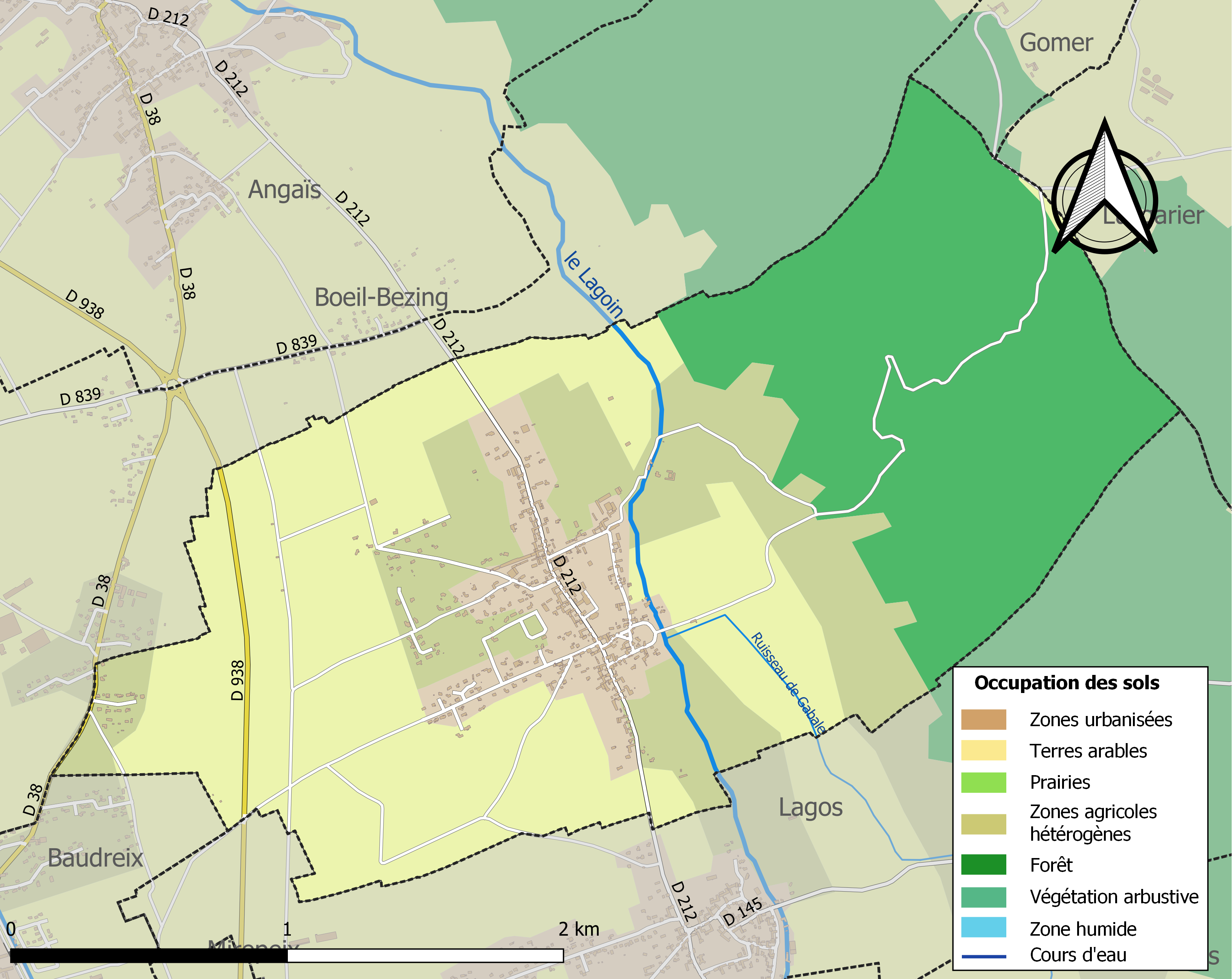
Carte des infrastructures et de l'occupation des sols de la commune en 2018 (CLC).

L'occupation des sols de la commune, telle qu'elle ressort de la base de données européenne d’occupation biophysique des sols Corine Land Cover (CLC), est marquée par l'importance des territoires agricoles (59,8 % en 2018), en diminution par rapport à 1990 (62,1 %). La répartition détaillée en 2018 est la suivante : 
terres arables (39,3 %), forêts (31,7 %), zones agricoles hétérogènes (20,6 %), zones urbanisées (8,5 %). L'évolution de l’occupation des sols de la commune et de ses infrastructures peut être observée sur les différentes représentations cartographiques du territoire : la carte de Cassini (XVIIIe siècle), la carte d'état-major (1820-1866) et les cartes ou photos aériennes de l'IGN pour la période actuelle (1950 à aujourd'hui).

### Lieux-dits et hameaux
- Barbé (le Moulin)[7]
- Batbielle[7],[26]
- Beryès (lous)[7]
- Beuste (bois de)[7]
- Cams Debat[7]
- Camy (le Moulin de)[7]
- Daban Lagoin[7]
- Labarthe[7]
- Larrouture[7]
- Lourdos (Moulin de)[7]
- Mieye Lanne[7]
- Mouraas[7]
- Périssères (las)[7]
- Peyralade[7]
- Toustets[7]
- Turoun[7]

### Voies de communication et transports
La commune est desservie par les routes départementales D 212 et D 938.
Le territoire de la commune est traversé par le chemin Henri-IV sur près de 13 kilomètres.

### Risques majeurs
Le territoire de la commune de Beuste est vulnérable à différents aléas naturels : météorologiques (tempête, orage, neige, grand froid, canicule ou sécheresse), inondations et séisme (sismicité moyenne). Un site publié par le BRGM permet d'évaluer simplement et rapidement les risques d'un bien localisé soit par son adresse soit par le numéro de sa parcelle.
Certaines parties du territoire communal sont susceptibles d’être affectées par le risque d’inondation par une crue torrentielle ou à montée rapide de cours d'eau, notamment le Lagoin. La commune a été reconnue en état de catastrophe naturelle au titre des dommages causés par les inondations et coulées de boue survenues en 1982, 2004, 2007 et 2009,.

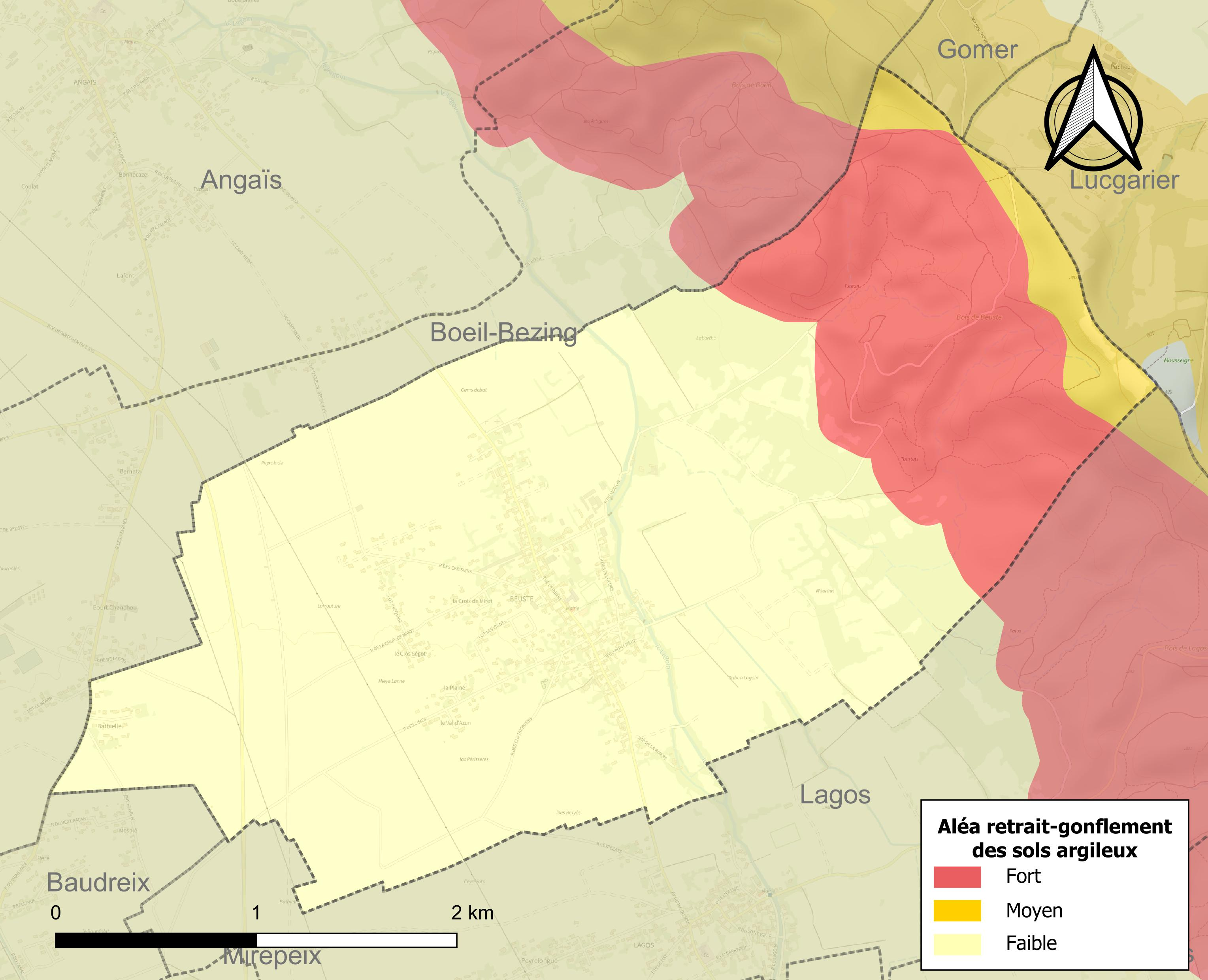
Carte des zones d'aléa retrait-gonflement des sols argileux de Beuste.

Le retrait-gonflement des sols argileux est susceptible d'engendrer des dommages importants aux bâtiments en cas d’alternance de périodes de sécheresse et de pluie. 24,7 % de la superficie communale est en aléa moyen ou fort (59 % au niveau départemental et 48,5 % au niveau national). Depuis le 1er octobre 2020, en application de la loi ELAN, différentes contraintes s'imposent aux vendeurs, maîtres d'ouvrages ou constructeurs de biens situés dans une zone classée en aléa moyen ou fort,.

## Toponymie
Le toponyme Beuste apparaît sous les formes 
Belste (XIIe siècle, d'après Pierre de Marca), 
Beuste (1385, censier de Béarn), 
Beusta (1510, notaires d'Assat), 
Beosta (1546, réformation de Béarn), 
Beost (1568, titres de Béarn), 
Beoste (1578, titres de la chambre des comptes de Pau) et 
Benste (fin XVIIIe siècle, carte de Cassini).
Selon Michel Grosclaude, Beuste pourrait venir d’un surnom basque beltz (« noir »), attribué à un homme.
Son nom béarnais est Beuste ou Béustẹ.

### Microtoponymie
Batbielle désigne un ensemble de landes et de bois, s’étendant sur le territoire des communes d’Angaïs, Beuste, Boeil, Bénéjacq, Bordères, Lagos et Mirepeix, placé sous la juridiction des jurats de Beuste. C’est également le titre d’un archidiaconé du diocèse de Lescar, correspondant à l’emprise des cantons de Nay et de Clarac. On retrouve ce toponyme sous les graphies 
Baigbiella (XIIIe siècle, fors de Béarn), 
archidiagonat de Batbilhe (1385, censier de Béarn), 
Batbielhe et l’arsidiagonat de Begbielle (respectivement 1396 et 1400, notaires de Navarrenx), 
le conbent de Bagbielhe et les Abbatbielles (respectivement 1538 et 1675, réformation de Béarn).

## Histoire
Au cœur du Piémont nayais, le bourg est mentionné au XIIe siècle sous le nom de Beltse qui pourrait provenir de la racine  "beltz" ('noir'). Il était autrefois dominé par le château figurant parmi les forteresses vicomtales, ayant le privilège de pouvoir incarcérer les prisonniers coupables de dettes, château qui fut détruit vers 1488.
Paul Raymond note que la commune accueillait une abbaye laïque, vassale de la vicomté de Béarn. En 1385, Beuste comptait vingt-trois feux et dépendait du bailliage de Pau.

## Politique et administration
| Période | Période  | Identité                  | Étiquette | Qualité          |
| ------- | -------- | ------------------------- | --------- | ---------------- |
| 1876    | 1880     | Jacques Doassans          |           |                  |
| 1880    | 1888     | Charles Lafon             |           |                  |
| 1888    | 1892     | Jean Barbe                |           |                  |
| 1892    | 1896     | Jean Laborde              |           |                  |
| 1896    | 1912     | Jean Désiré Fourcans      |           |                  |
| 1912    | 1918     | Laurent Barbe             |           |                  |
| 1918    | 1919     | Eugène Berit-Debat        |           |                  |
| 1919    | 1941     | Jean Alexandre Fourcans   |           |                  |
| 1941    | 1944     | Jean Roques               |           |                  |
| 1944    | 1947     | Didier Barbe              |           |                  |
| 1947    | 1965     | Joseph Badet              |           |                  |
| 1965    | 1977     | Roland Magendie           |           |                  |
| 1977    | 2001     | Pierre Laguilhon-Pemoulié |           |                  |
| 2001    | 2008     | Michel Doassans-Carrère   |           |                  |
| 2008    | 2020     | Alain Vignau              | MoDem     | Retraité         |
| 2020    | En cours | Serge Calas               |           | Ancien Militaire |

### Intercommunalité
Beuste appartient à six structures intercommunales :
- l’agence publique de gestion locale ;
- la communauté de communes du Pays de Nay ;
- le SIVU de regroupement pédagogique intercommunal de Beuste - Lagos ;
- le syndicat d’eau potable et d’assainissement du Pays de Nay (SEAPAN) ;
- le syndicat d’énergie des Pyrénées-Atlantiques ;
- le syndicat de défense contre les inondations du bassin du Lagoin.

Beuste accueille le siège du SIVU de regroupement pédagogique intercommunal de Beuste - Lagos.

## Population et société

### Démographie
L'évolution du nombre d'habitants est connue à travers les recensements de la population effectués dans la commune depuis 1793. Pour les communes de moins de 10 000 habitants, une enquête de recensement portant sur toute la population est réalisée tous les cinq ans, les populations de référence des années intermédiaires étant quant à elles estimées par interpolation ou extrapolation. Pour la commune, le premier recensement exhaustif entrant dans le cadre du nouveau dispositif a été réalisé en 2006.

En 2022, la commune comptait 675 habitants, en évolution de +9,58 % par rapport à 2016 (Pyrénées-Atlantiques : +3,78 %, France hors Mayotte : +2,11 %).
| 1793 | 1800 | 1806 | 1821 | 1831 | 1836 | 1841 | 1846 | 1851 |
| ---- | ---- | ---- | ---- | ---- | ---- | ---- | ---- | ---- |
| 483  | 435  | 496  | 588  | 646  | 639  | 690  | 677  | 694  |

| 1856 | 1861 | 1866 | 1872 | 1876 | 1881 | 1886 | 1891 | 1896 |
| ---- | ---- | ---- | ---- | ---- | ---- | ---- | ---- | ---- |
| 712  | 720  | 722  | 657  | 662  | 618  | 624  | 608  | 580  |

| 1901 | 1906 | 1911 | 1921 | 1926 | 1931 | 1936 | 1946 | 1954 |
| ---- | ---- | ---- | ---- | ---- | ---- | ---- | ---- | ---- |
| 577  | 572  | 541  | 463  | 432  | 421  | 415  | 364  | 407  |

| 1962 | 1968 | 1975 | 1982 | 1990 | 1999 | 2006 | 2011 | 2016 |
| ---- | ---- | ---- | ---- | ---- | ---- | ---- | ---- | ---- |
| 395  | 436  | 440  | 442  | 505  | 553  | 540  | 507  | 616  |

| 2021 | 2022 | - | - | - | - | - | - | - |
| ---- | ---- | - | - | - | - | - | - | - |
| 674  | 675  | - | - | - | - | - | - | - |

Beuste fait partie de l'aire d'attraction de Pau.

## Économie
La commune fait partie de la zone d'appellation de l'ossau-iraty.

## Culture locale et patrimoine

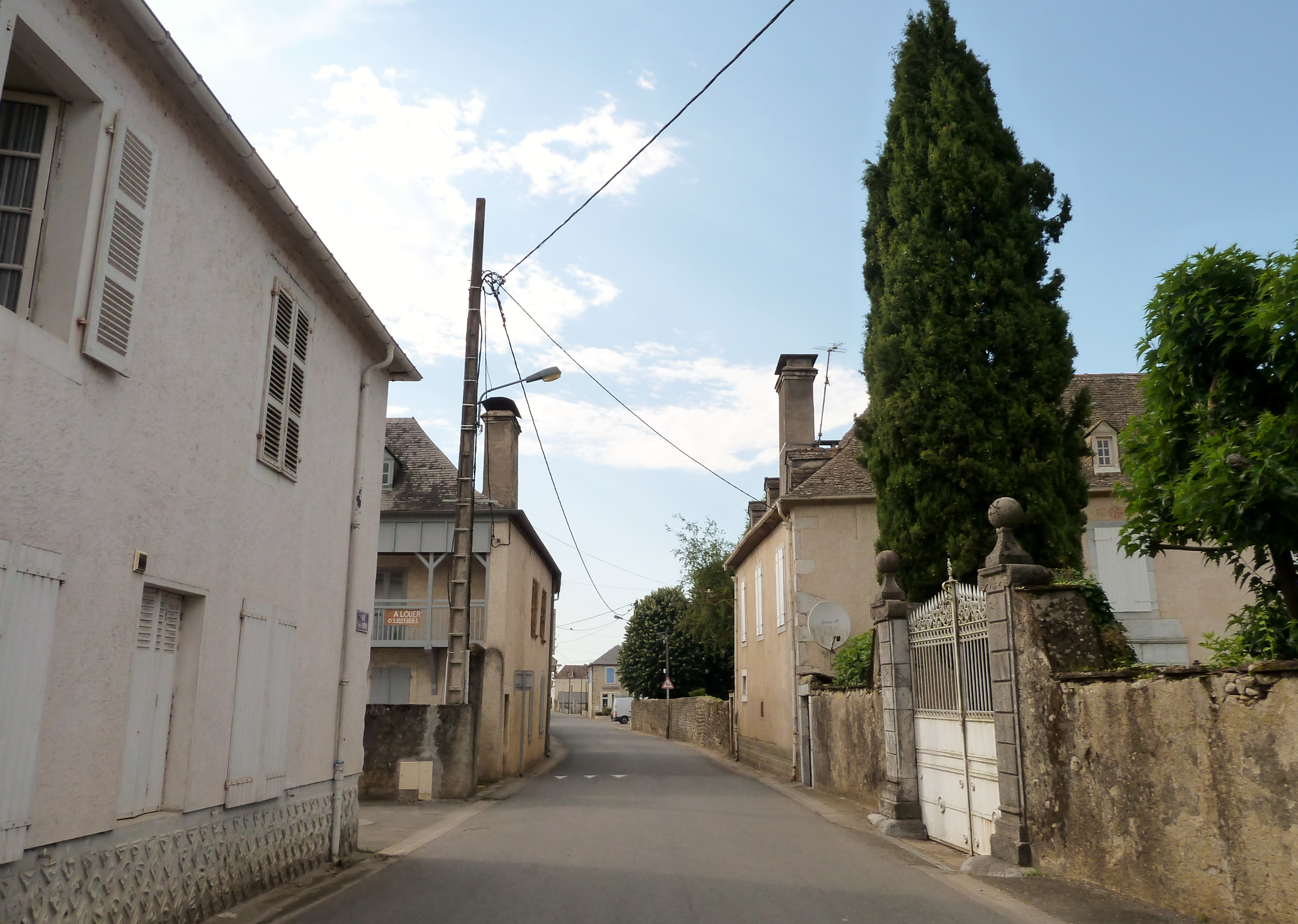
Le village.

### Patrimoine religieux
L'église Saint-Jean-Baptiste date de la seconde moitié du XIXe siècle. Elle est inscrite à l’Inventaire général du patrimoine culturel.

### Patrimoine environnemental
En 1859 deux  météorites atterrirent sur le territoire communal. Le musée de Pau en a conservé un échantillon de 420 grammes.

## Équipements
Éducation
Beuste dispose d'une école primaire.

## Personnalités liées à la commune
Pierre Laguilhon, né à Beuste en 1928, est un homme politique, député de 1993 à 1997 de la deuxième circonscription des Pyrénées-Atlantiques.